# Paul Willson
Pour les articles homonymes, voir Willson.
Paul Willson est un acteur américain né le 25 décembre 1945 à Fairmont, Minnesota (États-Unis).

## Filmographie

### Cinéma
| Année | Titre du film                          | Rôle                           | Réalisateur                      |
| ----- | -------------------------------------- | ------------------------------ | -------------------------------- |
| 1970  | Des fraises et du sang                 | Troupe de théâtre "Guerilla"   | Stuart Hagmann                   |
| 1977  | The Pack                               | Tommy Dodge                    | Robert Clouse                    |
| 1977  | Adieu, je reste                        | Groupe d'improvisation         | Herbert Ross                     |
| 1980  | Solly's Diner                          | L'ivrogne                      | Larry Hankin                     |
| 1980  | Where the Buffalo Roam                 | Page                           | Art Linson                       |
| 1982  | I'm Dancing as Fast as I Can           | Le patient                     | Jack Hofsiss                     |
| 1983  | L'Arnaque 2                            | L'homme dans la file d'attente | Jeremy Kagan                     |
| 1983  | BrainWaves                             | Dr. Schroder                   | Ulli Lommel                      |
| 1983  | The Devonsville Terror                 | Walter Gibbs                   | Ulli Lommel                      |
| 1983  | Too Much Oregano                       | Frank                          | Kerry Feltham                    |
| 1984  | Protocol                               | Commentateur TV                | Herbert Ross                     |
| 1988  | Moving                                 | M. Seeger                      | Alan Metter                      |
| 1988  | My Best Friend Is a Vampire            | Grimsdyke                      | Jimmy Huston                     |
| 1989  | La Ligne du diable                     | M. Michaels                    | Robert Englund                   |
| 1990  | Circuitry Man                          | Beany                          | Steven Lovy                      |
| 1991  | Junior le terrible 2                   | Smith                          | Brian Levant                     |
| 1991  | Motorama                               | Le cuisinier de la cafétéria   | Barry Shils                      |
| 1994  | Plughead Rewired: Circuitry Man II     | Beany                          | Robert et Steven Lovy            |
| 1998  | Punch Drunk                            | Le prêtre                      | Stefan Haves                     |
| 1998  | Who Was That Man                       | ?                              | Jon Krokes                       |
| 1999  | 35 heures, c'est déjà trop             | Bob Porter                     | Mike Judge                       |
| 2001  | Barstow 2008                           | Benny Finch                    | Bob Morrow                       |
| 2001  | La Cour de récré : Vive les vacances ! | M. Detweiler (voix)            | Chuck Sheetz                     |
| 2003  | The Beat                               | Officier Rodney                | Brandon Sonnier                  |
| 2003  | Alex et Emma                           | John Shaw                      | Rob Reiner                       |
| 2004  | Straight-Jacket                        | Coal Executif                  | Richard Day                      |
| 2004  | L.A. D.J.                              | Oncle Marty                    | Thomas Ian Nicholas              |
| 2005  | Sex, Love & Z-Parts                    | Sid                            | Marcus D. Russel                 |
| 2006  | Cook-Off!                              | Mike Sweazy                    | Guy Shalem                       |
| 2008  | Birthmark                              | Mikhaïl Gorbatchev             | David W. Woods                   |
| 2008  | The Outlaw Emmett Deemus               | Officier 'Bacon' Halpern       | Stephan Szpak-Fleet              |
| 2008  | Mr. Vinegar and the Curse              | L'homme ennuyeux               | Peter Elbling                    |
| 2009  | Punching the Clown                     | Bill                           | Gregori Viens                    |
| 2009  | Pups of Liberty                        | John Kennel (voix)             | Jennifer Cardon Klein Bert Klein |
| 2010  | Love Shack                             | Bud Hurley                     | Gregg Sacon Michael B. Silver    |
| 2010  | Inventing Adam                         | William Parks                  | Richie Adams                     |

### Télévision
- 1978-1983 : Laverne et Shirley : Warren 'Eraserhead'
- 1980 : Gridlock : Danny
- 1980-1982 : Mork and Mindy : Bob
- 1981 : Jackie et Sara (1 épisode) : Domestique
- 1982 : 
  - Mae West : L'abbé
  - Capitaine Furillo (1 épisode) : Murphy
- 1983-1993 : Cheers : Paul Karpence
- 1983 : Les deux font la paire (1 épisode) : L'employé de la WPED TV
- 1984 : 
  - Empire : Bill
  - Rick Hunter (1 épisode) : Marvin Shriver
- 1985 : 
  - Clair de lune (1 épisodes) : Clerk
  - Riptide (1 épisode) : Don Orley
- 1986 : 
  - Fast Times : Dennis Taylor
  - Simon et Simon (1 épisode) : Rob
  - Return to Mayberry : Ben Woods
  - Ricky ou la Belle Vie (1 épisode) : Burke
- 1988 : La Loi de Los Angeles (1 épisode) : Un témoin
- 1989 : Les Nouveaux Monstres sont arrivés (1 épisode) : M. Talbot
- 1990 : 
  - Les Simpson (1 épisode : Une soirée d'enfer) : Le fleuriste (voix)
  - La Fête à la maison (1 épisode) : Stu
  - Les Craquantes (1 épisode) : Arthur Nivingston
- 1994-1998 : The Larry Sanders Show : Fred
- 1995 : The Wharf Rat : Sloopy
- 1996 : Les Frères Wayans (1 épisode) : Peters
- 1997-2001 : La Cour de récré : Kluge (voix)
- 1997 :
  - Notre belle famille (1 épisode) : Dave
- 1998 : 
  - Caroline in the City (1 épisode) : Dr. Bernstein
  - Les jumelles s'en mêlent (1 épisode : Le Cœur en morceaux) : Lenny
  - La Vie à cinq (1 épisode) : Arthur Entous
- 1999 :
  - Ally McBeal (1 épisode) : Ross Feinman
  - X-Files (épisode Le Grand Jour) : Ted
- 2000-2004 : Malcolm : Ed
- 2001 : 
  - Un gars du Queens (1 épisode) : Salesguy
  - Star Trek : Voyager (1 épisode) : Loquar
- 2002 :
  - Frasier (1 épisode) : Paul Karpence
  - Boston Public (1 épisode) : Attorney Collin Barker
  - Larry et son nombril (1 épisode) : Andy Portico
- 2006 : Entourage (1 épisode : Ken aux mains d'argent) : Homme à la table de Black Jack